# Municipio de Kungälv
El municipio de Kungälv (en sueco: Kungälvs kommun) es un municipio en la provincia de Västra Götaland, al suroeste de Suecia. Su sede se encuentra en la ciudad de Kungälv. El municipio actual se formó en 1971 a través de la fusión de la ciudad de Kungälv, la ciudad de Marstrand y los territorios pertenecientes a cuatro municipios rurales. En 1974 una parte menor (situada en la isla de Hisingen) fue transferida al municipio de Gotemburgo.

## Localidades
Hay 5 áreas urbanas (tätort) en el municipio:
| #  | Tätort               | Población |
| -- | -------------------- | --------- |
| 1  | Kungälv              | 24511     |
| 2  | Kode                 | 1634      |
| 3  | Diseröd              | 1385      |
| 4  | Tjuvkil              | 1113      |
| 5  | Aröd y Timmervik     | 882       |
| 6  | Kärna                | 864       |
| 7  | Arvidsvik            | 815       |
| 8  | Kovikshamn y Åkerhög | 505       |
| 9  | Rörtången            | 465       |
| 10 | Marstrand            | 375       |
| 11 | Rishammar            | 332       |
| 12 | Duvesjön             | 310       |
| 13 | Ödsmål               | 264       |
| 14 | Kyrkeby              | 248       |
| 15 | Signehög             | 240       |
| 16 | Risby                | 233       |
| 17 | Lundby               | 234       |
| 18 | Kareby               | 237       |
| 19 | Solberga             | 221       |

## Ciudades hermanas
Kungälv está hermanado o tiene tratado de cooperación con:
- Hiddenhausen, Alemania